# 自由群

由兩個元素a, b 生成的自由群的凱萊圖

在數學中，一個群 {\displaystyle G} 被稱作自由群，如果存在 {\displaystyle G} 的子集 {\displaystyle S} 使得 {\displaystyle G} 的任何元素都能唯一地表成由 {\displaystyle S} 中元素及其逆元組成之乘積（在此不論平庸的表法，例如 {\displaystyle st^{-1}=su^{-1}ut^{-1}} 之類）；此時也稱 {\displaystyle G} 為集合 {\displaystyle S} 上的自由群，其群結構決定於集合 {\displaystyle S}，記為 {\displaystyle F(S)}，{\displaystyle S} 稱作一組基底。按照範疇論的觀點，自由群也可以抽象地理解為群範疇中的自由對象。
一個相關但略有不同的概念是自由阿貝爾群。

## 歷史
在1882年，Walther Dyck 在發表於 Mathematische Annalen 的論文 Gruppentheoretische Studien 中研究了自由群的概念，但未加以命名。「自由群」一詞由 Jakob Nielsen 於1924年引入。

## 例子

2個圓環的集束

- 整數的加法群 {\displaystyle (\mathbb {Z} ,+)} 是自由群；事實上我們可取 {\displaystyle S:=\{1\}}。
- 在巴拿赫-塔斯基悖論的論證中用到兩個生成元的自由群，以下將予說明。
- 在代數拓撲學中，{\displaystyle k} 個圓環的集束（即：{\displaystyle k} 個只交於一點的圓環，見右圖）的基本群是 {\displaystyle k} 個生成元的自由群。

## 建構方式
今將構造集合 {\displaystyle S} 上之自由群 {\displaystyle F(S)}，分解動作如下。
1. 對任何 {\displaystyle s\in S}，引入符號 {\displaystyle s^{-1}}，稱作 {\displaystyle s} 的逆元。
2. 考慮所有由符號 {\displaystyle s,s^{-1}\;(s\in S)} 構成的有限字串。
3. 如果一個字串能透過將 {\displaystyle ss^{-1}} 或 {\displaystyle s^{-1}s} 替換為空字串而變為另一個字串，則稱這兩個字串等價；此關係在所有上述字串構成的集合上生成一等價關係，其商集（等價類構成的集合）記作 {\displaystyle F(S)}。
4. 我們可以藉著對字串長度作數學歸納法，證明此等價關係相容於字串的接合，即：{\displaystyle x\sim y,x'\sim y'\Rightarrow xx'\sim yy'}。故字串接合在 {\displaystyle F(S)} 導出二元運算，並滿足交換律。
5. 取 {\displaystyle F(S)} 及字串接合運算構成一個群，字串 {\displaystyle s_{1}^{\pm 1}\cdots s_{n}^{\pm 1}} 之逆為 {\displaystyle s_{n}^{\mp 1}\cdots s_{1}^{\mp 1}}。此即所求。

若 {\displaystyle S} 為空集，則 {\displaystyle F(S)} 為平凡群。

## 泛性質
上述構造 {\displaystyle F(S)} 帶有一個自然的集合映射 {\displaystyle \phi :S\rightarrow F(S)}。這對資料 {\displaystyle (F(S),\phi )} 滿足以下泛性質：
若 {\displaystyle G} 為群，{\displaystyle \psi :S\rightarrow G} 為集合間的映射，則存在唯一的群同態 {\displaystyle f:F(S)\rightarrow G} 使得  {\displaystyle f\circ \phi =\psi }。
事實上我們僅須，也必須設 {\displaystyle f(s_{1}^{\pm 1}\cdots s_{n}^{\pm 1}):=\psi (s_{1})^{\pm 1}\cdots \psi (p_{n})^{\pm 1}} ；前述構造確保此式給出一個明確定義的群同態。
任兩個滿足上述泛性質的資料 {\displaystyle (F_{1},\phi _{1})}、{\displaystyle (F_{2},\phi _{2})} 至多差一個同構，因而刻劃了自由群的群論性質。這種泛性質是泛代數中考慮的自由對象的特例，用範疇論的語言來說，函子 {\displaystyle F(-):S\mapsto F(S)} 是遺忘函子的左伴隨函子。

## 性質與定理
- 任何群 {\displaystyle G} 皆可表為某個自由群的同態像；在上述泛性質中取 {\displaystyle S} 為 {\displaystyle G} 的一組生成集，ψ 為包含映射即可。此時 {\displaystyle F(S)\rightarrow G} 的核 {\displaystyle R} 稱作關係，{\displaystyle F(S),K} 稱作 {\displaystyle G} 的一個展示；若 {\displaystyle S} 有限，則稱之為有限展示。一個群可以有多種展示，而且不存在判斷兩個展示給出的群是否同構的演算法。
- 如果 {\displaystyle S} 有超過一個元素，則 {\displaystyle F(S)} 非交換；事實上 {\displaystyle F(S)} 的中心只有單位元素。
- 任兩個自由群 {\displaystyle F(S),F(T)} 同構的充要條件是 {\displaystyle S,T} 基數相同，此基數稱作自由群的階。

以下是一些相關定理：
- Jakob Nielsen 與 Otto Schreirer 的定理：自由群的子群也是自由群。若 {\displaystyle G} 為 {\displaystyle n} 階，{\displaystyle (G:H)=k}，則 {\displaystyle H} 為 {\displaystyle 1-n+nk} 階（在此設 {\displaystyle n,k} 有限）。
- 設 {\displaystyle F} 為超過一階的自由群；則對任意可數基數 {\displaystyle n}，{\displaystyle F} 中都存在 {\displaystyle n} 階的自由子群。

自由群雖然看似是離散的對象，卻可藉微分幾何或拓撲學工具研究，上述 Nielsen-Schreirer 定理就是一例（可運用同倫上纖維的構造證明）；這套技術屬於幾何群論的一支。

## 自由阿貝爾群
將上述泛性質中的「群」替換成「阿貝爾群」，遂得到自由阿貝爾群的泛性質。集合 {\displaystyle S} 上的自由阿貝爾群可視為自由 {\displaystyle \mathbb {Z} }-模來構造，或取作 {\displaystyle F(S)} 的「交換化」： {\displaystyle F(S)/[F(S),F(S)]}（換言之，在考慮字串時不計符號順序）。

## 塔斯基的問題
塔斯基在1945年左右提出下述問題：
兩個以上生成元的自由群是否有相同的一階理論？此理論是否可判定？
目前已有兩個團隊獨立給出肯定的答案，但雙方的證明都尚未被認可。請參見網址  的「O8」。

## 文獻
- Kharlampovich, Olga; Myasnikov, Alexei, , J. Algebra, 2006, 302 (2): 451–552, doi:10.1016/j.jalgebra.2006.03.033, 數學評論2293770
- W. Magnus, A. Karrass and D. Solitar, "Combinatorial Group Theory", Dover (1976).

- Sela, Z., , Geom. Funct. Anal. 16, 2006, (3): 707–730, 數學評論2238945
- J.-P. Serre, Trees, Springer (2003) (English translation of "arbres, amalgames, SL2", 3rd edition, astérisque 46 (1983))